# Vrbno nad Lesy
Vrbno nad Lesy là một làng thuộc huyện Louny, vùng Ústecký, Cộng hòa Séc.